# カヤ・ダンチョフスカ
カヤ・ダンチョフスカ（ポーランド語: Kaja Danczowska, 1949年3月25日 - ）は、ポーランドのヴァイオリニスト。

## 経歴
クラクフ生まれ。7歳よりヤン・スタシカにヴァイオリンを学び、8歳からクラクフ音楽院でエウゲニア・ウミンスカに師事した。1972年よりダヴィッド・オイストラフやルッジェーロ・リッチらの薫陶も受けた。
1967年にヴィエニャフスキ国際ヴァイオリン・コンクールで3位入賞、1969年にナポリのアルベルト・クルチ国際ヴァイオリン・コンクールで2位入賞、1970年にジュネーヴ国際音楽コンクールのヴァイオリン部門で2位入賞、1975年にミュンヘン国際音楽コンクールのヴァイオリン部門で3位入賞、1976年のエリザベート王妃国際音楽コンクールのヴァイオリン部門で6位入賞を果たした。